# Karl-Otto Apel
Karl-Otto Apel (Düsseldorf, 15 de marzo de 1922-Niedernhausen, 15 de mayo de 2017) fue un filósofo alemán. Se licenció en Bonn y se doctoró en la Universidad de  Maguncia, en 1960. Fue profesor en Kiel (1962-1969), Saarbrücken (1969-1972) y finalmente en la Universidad de Fráncfort. Especializado en lenguaje y comunicación, fue representante crítico de la corriente hermenéutica. Junto a Jürgen Habermas, fue uno de los fundadores de la ética de la comunicación o ética del discurso.
También fue uno de los teóricos más influyentes de la Escuela de Fráncfort, desde la muerte de Adorno en 1969. Crítico del cientificismo positivista por considerarlo reductor de la razón, en la línea defendida por los francfurtianos, Apel elaboró trabajos sobre la ética comunicativa y se consideró como uno de los restauradores de la filosofía práctica. Los trabajos de Apel sintetizan elementos tanto de la filosofía analítica como de la filosofía continental, el pragmatismo y la teoría crítica de la Escuela de Fráncfort.

## Biografía
Tras la Segunda Guerra Mundial se inscribió en la Universidad de Bonn (la ciudad de Bonn fue hasta 1989 la capital de la occidentalista República Federal de Alemania). En esa universidad hizo el doctorado de Filosofía en 1949. En 1961, Karl-Otto fue nombrado profesor de la Universidad de Maguncia. Desde 1962 ejerció como profesor ordinario de la Universidad de Kiel; de 1969 a 1972 ejercitó la docencia universitaria en Saarbrücken, hasta que se trasladó definitivamente a Fráncfort del Meno, donde obtuvo cátedra en la universidad "Goethe".

Desde 1990 fue profesor emérito en la Universidad de Fráncfort, en la misma se hizo amigo de su colega Jürgen Habermas, que ha propuesto en sus numerosos escritos una nueva "ética de la comunicación".
Apel recibió numerosos premios y distinciones, entre ellos: desde 1972 Membre Titulaire de l' Institut International de Philosophie (Miembro titular del Instituto Internacional de Filosofía), París, Francia; desde 1988 fue miembro de la Academia Nordland de Artes y Ciencias, Melbu/Vesteralen, Noruega; desde 1989, miembro de la Academia Europaea, Londres, Reino Unido; desde 1993 miembro numerario de la Academia Scientiarum et Artium Europaea, Salzburgo, Austria;, también desde 1993 doctor honoris causa por la Universidad de Buenos Aires, Argentina. Profesor principal honoris causa, Universidad Nacional de San Agustín, Arequipa, Perú (1994), doctor honoris causa por la Universidad Libre de Berlín, Alemania (2000), Cruz al Mérito am Bande des Verdienstordens der Bundesrepublik Deutschland (Cruz de la Orden del Mérito de la República Federal de Alemania) (2001). En marzo de 1997 dio conferencias atinentes a Ernst Cassirer en la Universidad de Yale. Fue miembro de la Academia Europea de Ciencias y Artes.

## Ideas

### Formación juvenil
Desde sus primeros estudios filosóficos fue atraído por la lingüística y la filosofía del lenguaje, con una formación inicial que tiene muchos influjos desde el existencialismo y del kantismo. Sus primeras indagaciones son dirigidas a delinear la tradición retórica italiana del Renacimiento. En 1955 publicó su obra El lenguaje en Nicolás de Cusa, y de 1963 La idea de lengua en la tradición del humanismo desde Dante a Vico.

### Falsacionismo y aristotelismo
Su formación juvenil y los resultados de sus primeros estudios en torno a la retórica y a las concepciones filosóficas del lenguaje del humanismo encuentran desarrollo y madurez en la polémica que Apel tiene con el falsacionista Hans Albert. Es desde un punto de vista popperiano que Apel toma sus bases para construir el núcleo de la especulación dirigida a rehabilitar la investigación y el estudio de una fundación última (Letztbegründing) contra las tesis fundamentales de Popper: si Albert, en Por un racionalismo crítico, elaboraba las ideas de Popper referentes al trilema de Münchhausen según el cual toda indagación de un fundamento primero de la conciencia es una interrogación que tiene fallas y resulta dogmática y que no puede sino degenerar en el regressum ad infinitum o el desencuentro irresuelto con fundamentos de la lógica por lo cual para cada enunciado lógicamente correcto existe un fundamento de un principio que requiere ser por su parte otra fundamentación. Si entonces se quisiese interrumpir el regressum ad infinitum se contradiría sin motivo legítimo al mismísimo principio de razón suficiente, porque el círculo lógico planteado solo sería interrumpido de un modo arbitrario.
Contra las tesis de Albert, Apel sostiene que un fundamento del discurso excede las paradojas de la lógica porque las evidencias innegables se presuponen en cualquier discurso como una especie de "horizonte metalingüístico" (tomando para esto prestado un término que más bien se refiere a una perspectiva existencialista de la metafísica aristotélica con lo que Apel elabora de un modo original el concepto de diferenciación trascendental). En el momento en el cual un enunciado empírico es construido para negar la existencia de principios fundamentales del lenguaje, el enunciado mismo negaría ser un principio y un enunciado (logos).

### La diferenciación trascendental
Junto a los enunciados científicos falsables entonces no pueden existir enunciados dirigidos a negar el fundamento del discurso sino solo enunciados que llama "transcendentales", no son enunciados confutables empíricamente aunque sí son sustentables filosóficamente.

### Autocontradicción pragmática
Estableciendo un límite a aquello que es falsable, este puede ser negativamente expresado en una distinción del lenguaje entre acto fundativo y acto proposicional, en tal distinción el acto fundativo no debe contradecir al acto proposicional: no se puede en un acto lingüístico o performance lingüística enunciar una proposición que niegue al enunciado el acto proposicional dentro del horizonte estable del logos.

### "Trasformación de la filosofía" y kantismo
Para concretar el proyecto de transformación de la filosofía Apel intenta comprender las principales corrientes y escuelas de pensamiento de la segunda mitad del siglo XX a partir de reflexiones epistemológicas y gnoseológicas interpretadas con gran éxito. De este modo reúne ideas procedentes del debate epistemológico de cuño anglosajón, de los analíticos, del conjunto de los filósofos "continentales a los que comprende bajo una extensiva denominación de «existencialismo», así como a los filósofos de la fenomenología y de la hermenéutica (entre estos últimos a Hans-Georg Gadamer entre otros). Por este análisis individualiza en la semiótica y, en general, en el estudio del lenguaje un ámbito común de indagaciones sobre el cual construir una nueva filosofía de ambiciones kantianas a la cual llama semiótica transcendental. Identificando así el a priori kantiano con el lenguaje; entonces la semiótica compartida por los analíticos y continentales deviene en un nuevo horizonte filosófico en el cual el patrimonio común histórico y social substituye y concreta el rol que Kant atribuía al estereotipado «yo pienso».

### Wittgenstein y Peirce: la comunidad histórica e ideales de los intérpretes
Apel desarrolló kantianamente su reflexión atinente a la semiótica confrontando con Ludwig Wittgenstein y con Peirce. Al primero le objeta el caer en el regressum ad infinitum cuando delineando el concepto de juegos del lenguaje excluye la posibilidad de que existan condiciones de juego lingüístico a priori en las cuales se inserten los datos lingüísticos: si la teoría de Wittgenstein fuera correcta —sostenía Apel— las mismas relaciones lingüísticas serían un puro dato empírico que carecería de la posibilidad de construir otras relaciones con datos empíricos lingüísticos. De Peirce, Apel toma en consideración el concepto de sujeto en cuanto intérprete de signos. Tal sujeto no es solo una comunidad histórica y real de los intérpretes, es también un sujeto ideal, una referencia normativa y una matriz de las interpretaciones de los sujetos singulares y reales o de la comunidad histórica.

Así, la dinámica que se instaura entre la comunidad "histórica" y la comunidad "ideal" de los intérpretes es de carácter dialéctico: por tal motivo, la ética de la comunicación de Apel se presenta como una importante alternativa a la visión de la comunicación y de la propia sociedad del deconstruccionismo francés y en particular del de Jacques Derrida.

### La «semiótica trascendental»
Sobre las bases antedichas, Apel, identifica una vocación filosófica de la «semiótica trascendental», el campo de investigación de las condiciones universales de la comunicación pragmática. Tal campo es identificado por Apel en las cuatro condiciones de verdad fundamentales de Habermas: sentido, verdad, veridicidad, justeza. A las condiciones a priori corresponden los "postulados" que corresponden al sujeto ideal de inspiración peirceana.
- Publicidad del juego lingüístico.
- Acuerdo posible y abierto de la totalidad de los hablantes.
- Paridad de los derechos y deberes de los sujetos empíricos.

En el plano de la crítica al racionalismo positivista, hace una clara distinción entre la comprensión y la explicación. En su libro Understanding and Explanation: A Transcendental-Pragmatic Perspective (1984), Apel reformula la diferencia entre "entendimiento" (Verstehen) y "explicación" (Erklärung), contenidos en la hermenéutica de Wilhelm Dilthey y en la sociología interpretativa de Max Weber, con base en una concepción transcendental-pragmática del lenguaje, inspirada en Charles Peirce. Esa concepción del "mundo de la vida" se transforma en un elemento de la teoría de la acción comunicativa y de la ética del discurso, que Apel inicialmente desarrolló con su amigo y colaborador Jürgen Habermas, a quien sin embargo criticó algunos de sus enfoques.
Apel sostiene que la teoría de la comunicación debe basarse en las condiciones pragmático-transcendentales de la comunicación y tras un punto de partida común, sigue un camino diferente a Habermas, hacia un "transcendentalismo débil", más próximo de la investigación social empírica. Para esto Apel plantea las comunidades de la comunicación, que son sociedades utópicas en las cuales el diálogo es el medio para llegar al fin común de todos. Existen para él dos tipos de comunidades, la comunidad ideal y la comunidad real. Apel plantea que ambas no existen dentro de la sociedad actual, ya que para llegar a ellas debería existir una maduración moral; aun así la comunidad ideal seguiría siendo utópica y jamás se concretaría, mientras que la real podría volverse posible. Por ello considera que el deber de cada persona es mejorar su comunicación con los demás (heredando así la tradición de Kant).
Apel también escribió diversos trabajos sobre Peirce y fue presidente de la Charles Sanders Peirce Society.

## Obras principales
Sus obras más destacadas son:
- 1963 Die Idee der Sprache in der Tradition des Humanismus von Dante bis Vico (La idea del lenguaje en la tradición del humanismo de Dante a Vico);
- 1963 Sur le Problème d’une Fondation Rationelle de l’Éthique à l’Âge de la Science. L’Apriori de la Communauté Communicationnelle et les Fondements de l’Éthique. (Sobre el problema de una fundamentación racional de la ética en la edad de la ciencia. El a priori de la comunidad comunicacional y los fundamentos de la ética) Ed. orig. 1963; trad. fr. Lille, Presses Universitaires de Lille, 1987.

- 1973 Transformation der Philosophie, vol. 1. Sprachanalytik, Semiotik, Hermeneutik (Transformación de la filosofía 1 "Filosofía analítica, semiótica, hermenéutica".);
- 1976 Transformation der Philosophie, vol. 2: Das Apriori der Kommunikationsgemeinschaft Frankfurt, Suhrkamp. (Transformación de la filosofía 2 "El a priori de la comunidad de la comunicación"), Fráncfort del Meno.

- 1976 Das Problem der philosophischen Letztbegründung im Lichte einer transzendentalen Sprachpragmatik («El problema de la fundamentación filosófica última a la luz de una pragmática transcendental del lenguaje»). En español: «El problema de la fundamentación filosófica última», en: Dianoia, XXI, 1975. Otra versión en español: «El problema de la fundamentación filosófica última desde una pragmática transcendental del lenguaje», en: Estudios Filosóficos, 102, Vol. XXXVI, 1987, pp. 251-300.[7]

- 1975 Der Denkweg von Charles Sanders Peirce. Eine Einführung in den amerikanischen Pragmatismus, Frankfurt;

- 1976 Sprachpragmatik und Philosophie, Frankfurt /M.;

- 1978 Neue Versuche über Erklren und Verstehen, Frankfurt /M.;

- 1979 Die Erklären-Verstehen Kontroverse in transzendental-pragmatischer Sicht, Suhrkamp, Frankfurt /M., 1979;

- 1984 Praktische Philosophie. Ethik. Aktuelle Materialen. Frankfurt.

- 1980 Praktische Philosophie-Ethik I. Reader zum Funk-Kolleg, Frankfurt /M.;

- 1984 Funk-kolleg Praktische Philosophie-Ethik: Dialoge, 2 voll., Frankfurt /M.;

- 1984 Funk-Kolleg Praktische Philosophie-Ethik: Studientexte, 3 voll., Basel;

- 1988 Diskurs und Verantwortung. Das Problem des Übergangs zur postkonventionellen Moral, Suhrkamp, Frankfurt /M.,;

- 1989 Il logos distintivo della lingua umana, Nápoles;

- 1990 Zur Rekonstruktion der praktischen Philosophie, Gedenkschrift für Karl-Heinz Ilting, Frommann-Holzboog, Stuttgart;

- 1990 Penser avec Habermas contre Habermas, París;

- 1992 Verità e comunicazione, Laterza, Roma-Bari;

- 1992 Per una ermeneutica critica, Turín,;

- 1992 Zur Anwendung der Diskursethik in Politik, Recht und Wissenschaft, Suhrkamp, Frankfurt /M.
- 1994 Éthique de la discussion, París, Les Éditions du Cerf (Ética de la discusión, también traducida como: Teoría de la verdad y ética del discurso);
- 1994 El desafío de la crítica total de la razón.